# Cultura Nok
Cultura Nok (pronunție: /nok/) a fost o populație a Epocii Fierului ce a trăit pe o mare parte a teritoriului actual al Nigeriei, și care a devenit faimoasă datorită sculpturilor de teracotă ce au fost descoperite prima dată în 1928. Cultura Nok apare în nordul Nigeriei în jurul anului 1000 î.e.n. și dispare din cauze necunoscute în jurul anului 500 e.n., astfel trăind 1.500 de ani.

## O civilizație avansată

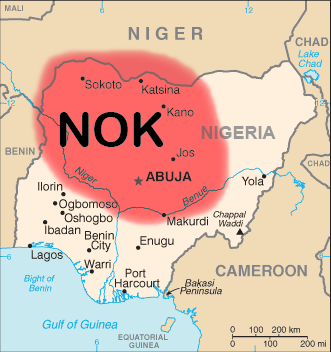
Spaţiul culturii nok

Cultura nok își ia numele de la localitatea din Nigeria Centrală în care au fost descoperite, în 1928, diverse obiecte de lut ars (printre care un interesant cap de maimuță) care consituie cele mai vechi obiecte de lut ars din Africa. Aria sa de răspândire se întinde în sud până la confluența Nigerului cu Benue. Limba nok se apropie poate de cea a protobantușilor, care trăiau în toată Africa Centrală și Meridională. Poporul nok pare a fi fost alcătuit mai ales din agriculturi deveniți sedentari, care practicau cultura maniocului și produceau ulei de palmier, dar la care vocația pastorală era inexistentă. Acești sedentari posedau o metalurige avansată, fiind primii din sudul Saharei care au realizat topirea fierului.
Procedând cu câteva secole cultura Ife, civilizația nok constituie o verigă esențială pentru cunoașterea istoriei foarte vechi a continentului african. Nu se știe nimic despre felul în care a dispărut această culutră, în mod brutal sau ca urmare a unui declin progresiv.
Cultura nok constituie una dintre cele mai frumoase mărturii ale artei statuare din Africa Neagră. Ea constituie și mărturia esențială a unei importante culturi, încă total ignorată la mijlocul secolului al XX-lea.

## Trăsături stilizate

Capul Jema’a din Muzeul Național al Nigeriei din Lagos, una dintre cele mai cunoscute opere de artă ale culturii Nok

Ca toți artiștii ceramicii, artiștii culturii nok și-au șlefuit operele cu mâinile. A trebuit, în această operațiune, să dea argilei o grosime uniformă, altfel piesa risca să crape la coacere. Ei s-au îngrijit și să modeleze capul după o formă geometrică, în acest caz o sferă, de preferat celorlalte două volume care se folosesc, conul și cilindrul. Fața, a cărei suprafață e netedă, se compune dintr-o frunte foarte degajată, sprâncene foarte ușor arcuite și scobite cu tăieturi mici, din ochi tăiați în formă de triunghi, dintr-un nas mare, cu o buză superioară cărnoasă, în contact cu nasul. Perforarea ochilor, însuflețiți de o privire adâncă, cea a nărilor și a gurii se regăsește pe aproape toate celelalte capete nok, ca și poziția ciudată a urechilor, la colțul maxilarului. Pieptănătura, lucrată în detaliu cu o mare grijă, este formată, în față, dintr-o șuviță de păr bine pieptănat care este reprezentat printr-o serie de linii orizontale și, în spate, dintr-o succesiune de trei benzi cu striații verticale. Totul contribuie la redarea unui cap foarte expresiv.
În pofida variantelor datorate spiritului inventiv al artiștilor, celelalte statui nok împărășesc împreună cu Capul din Jemaa maniera de a stiliza trăsăturile și de a geomtetriza formele. Multe au de asemenea în comun cu el o dimensiune apropiată de mărimea naturală. 
Operele nok sunt, alături de cele ale culturii Ife, singurele statui din lut ars din Africa neagră care ating aceste dimensiuni. În alegerea subiectelor lor, sculptorii marcheazăo netă preferință pentru reprezentarea omenească, dar ei înfățișează de asemenea și animale, elefanți, maimuțe, șeri și chiar căpușe.
Capetele omenești nu sunt niciodată portrete, chiar dacă unele arată o tendință spre naturalism. În schimb, animalele sunt tratate în manieră realistă, ceea ce conduce la ideea că reprezentările omenești se îndepărtează de realitate în mod voit, și nu din cauza lipsei de îndemănare a artiștilor. UNii specialiși sugerează că refuzul de a realiza adevărate portrete este legat de credințele în puteri malefice, o imagine fidelă ar lăsa modelul ei pradă acțiunii forțelor malefice.

## Sculpturi și lucrări importante
Câteva dintre cele mai expresive și impresionante lucrări ale culturii nok pot fi întâlnite în diferite muzee din toată lumea (Luvru, Neues Museum etc.). Câteva dintre acestea sunt:
- Capul din Jemaa, descoperit pe un câmp în 1942, fiind opera de artă cea mai importantă a culturii nok, și cea de la care istoricii au putut schița o apropiere de această civilizație. În Nigeria, și mai precis pe un vast perimetru de 480 km pe 160 km situat la nord de confluența fluviului Niger cu râul Benue, a înflorit această cultură aproximativ între 500 î. Hr. și anul 200 d.Hr. Artefactul poate să fie văzut în Muzeul Național al Nigeriei din Lagos. Este posibil ca figurina de la care ne-au mai rămas doar capul și gâtul să fi avut un corp întreg. Expresia facială a figurinei poate să indice uimire și surprindere. Nu toate componentele feței sunt caracteristice figurinelor nok. De exemplu, frizura capului este destul de simplistă, majoritatea figurinelor având-o foarte complexă și elaborată.
- Mama-Pământ
- Capul Yoruba

## Alte lucrări

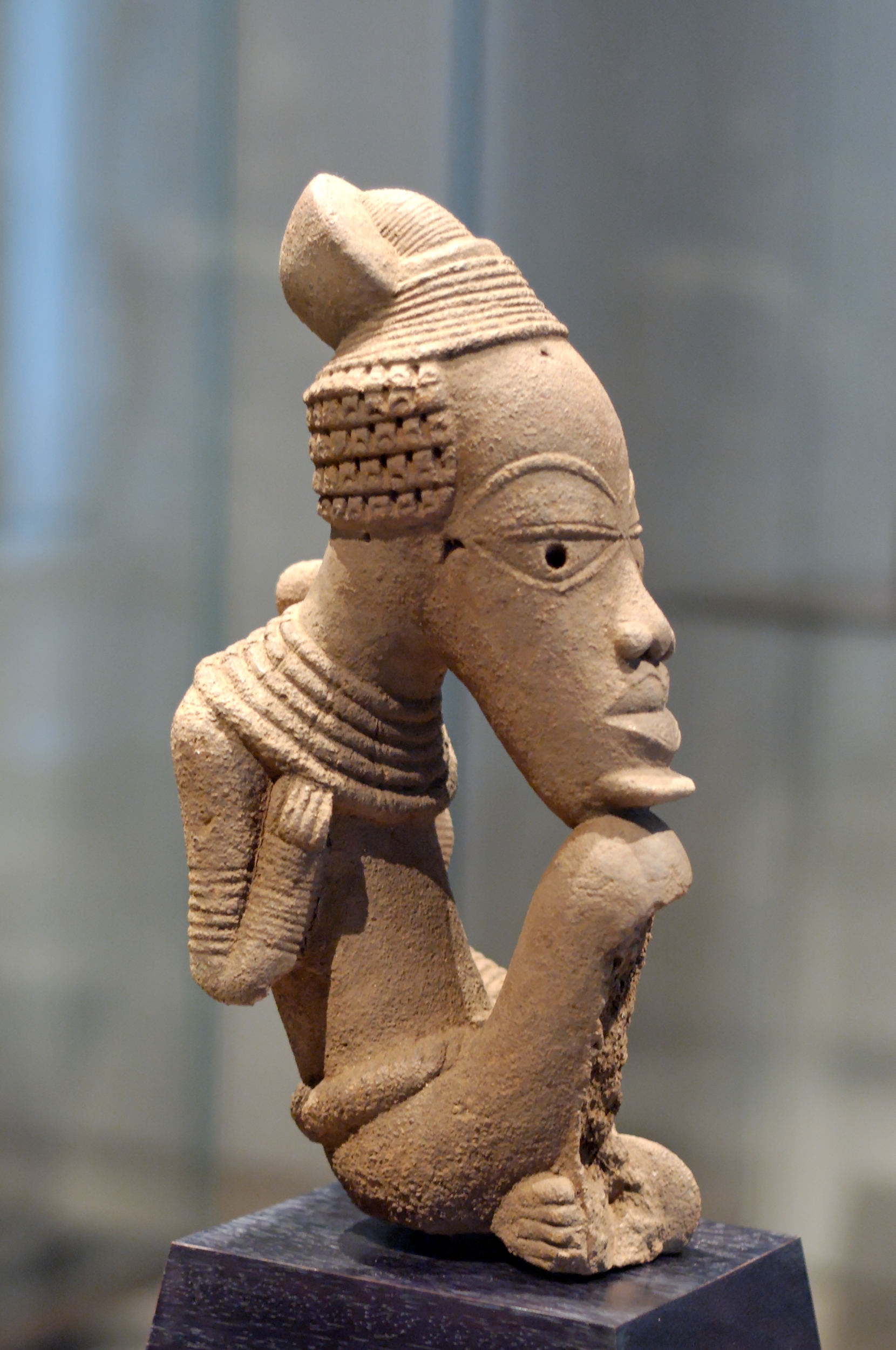
Figurină Nok din Departamentul Artelor Africane din Luvru, în Paris, Franța
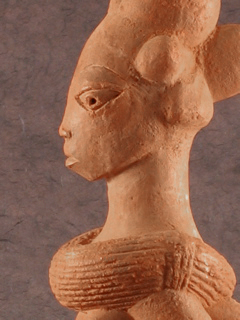
Figurină din teracotă
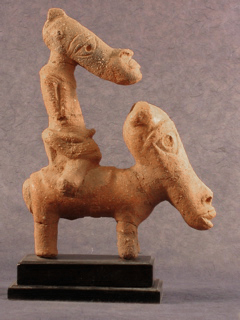
Omul și calul
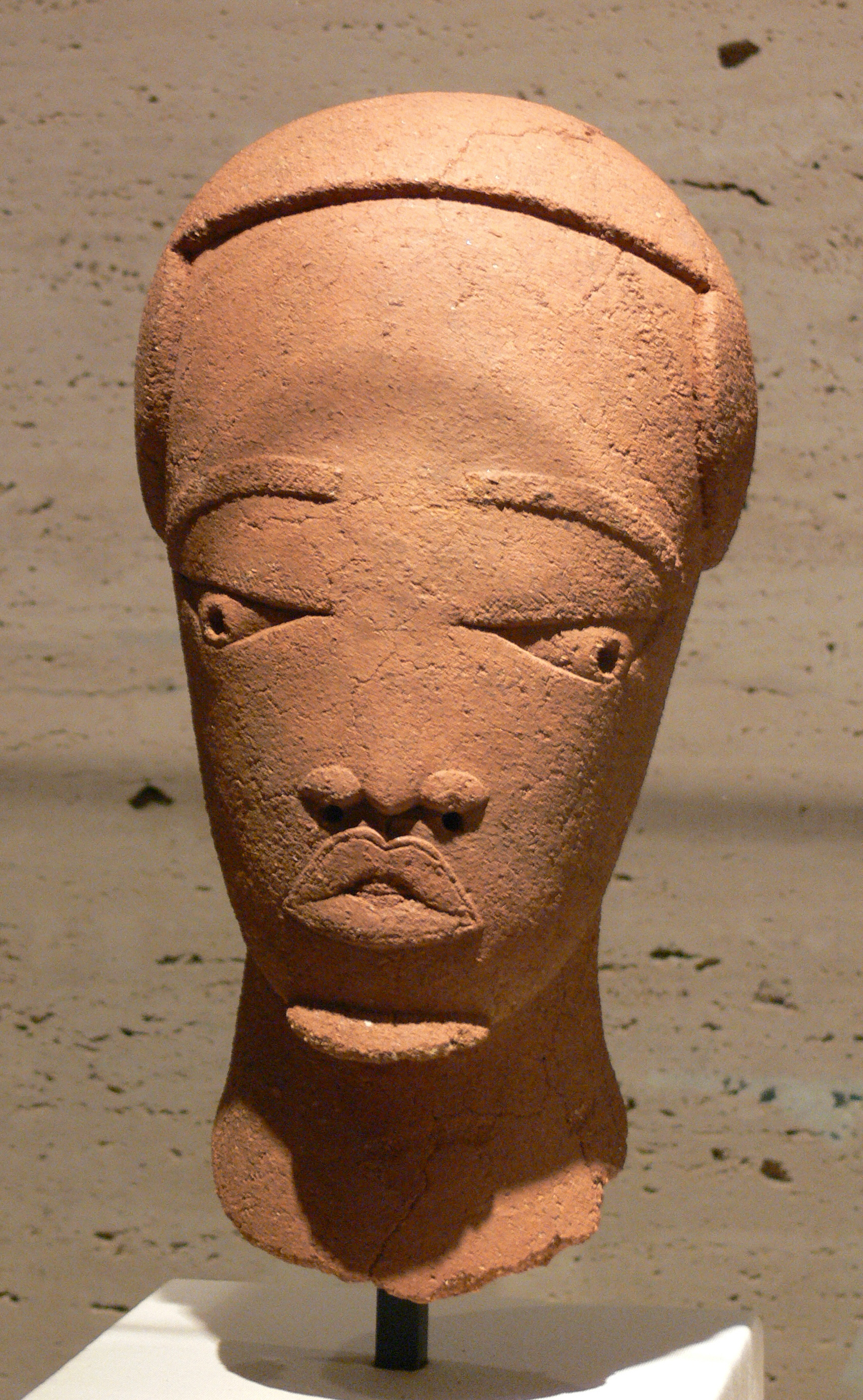
Cap de teracotă ce se află în Muzeul de Artă Kimbell din Texas, Statele Unite ale Americii
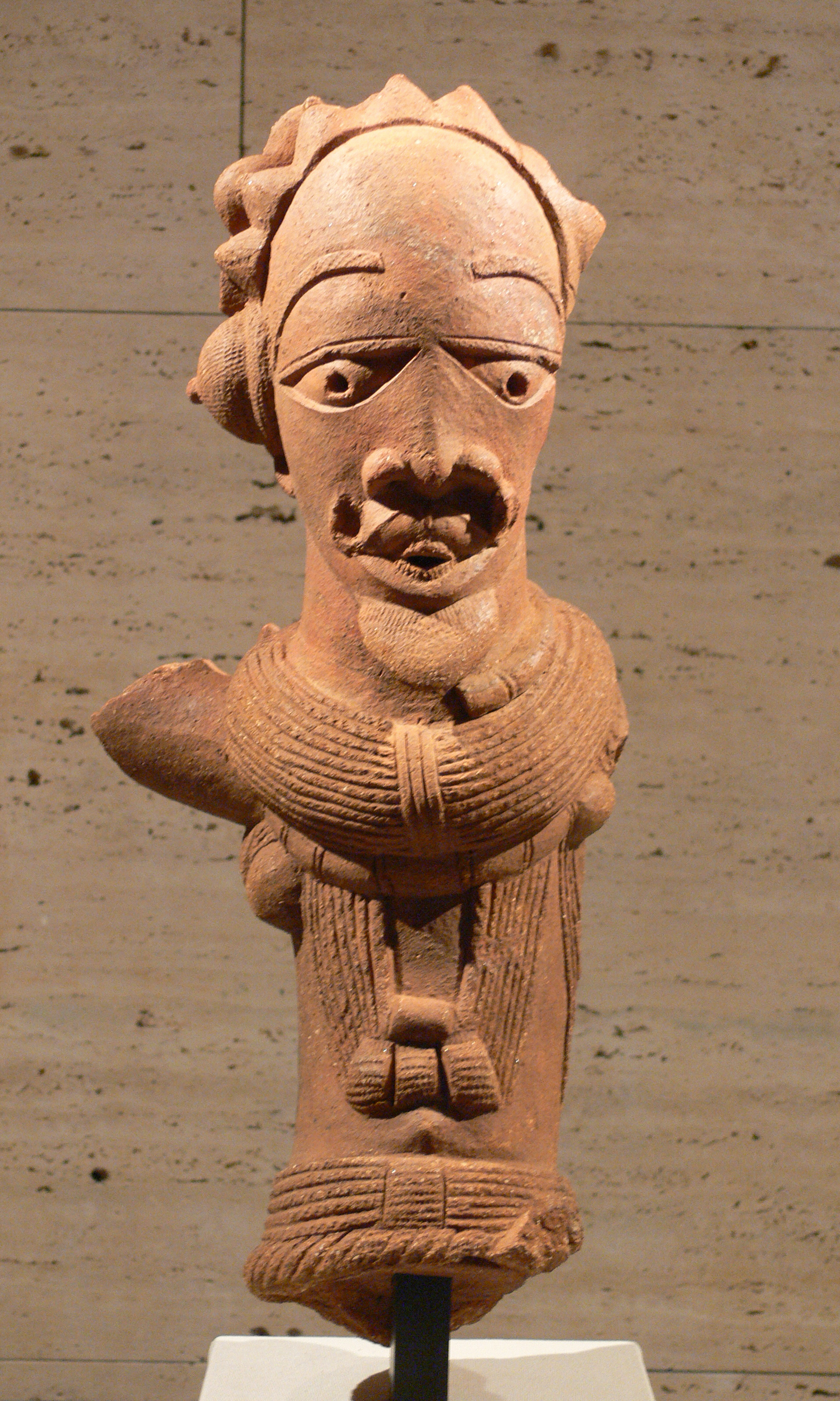
Figurină masculină de teracotă din circa 195 î.e.n. – 205 e.n., ce se află în Muzeul de Artă Kimbell, Texas, Statele Unite ale Americii
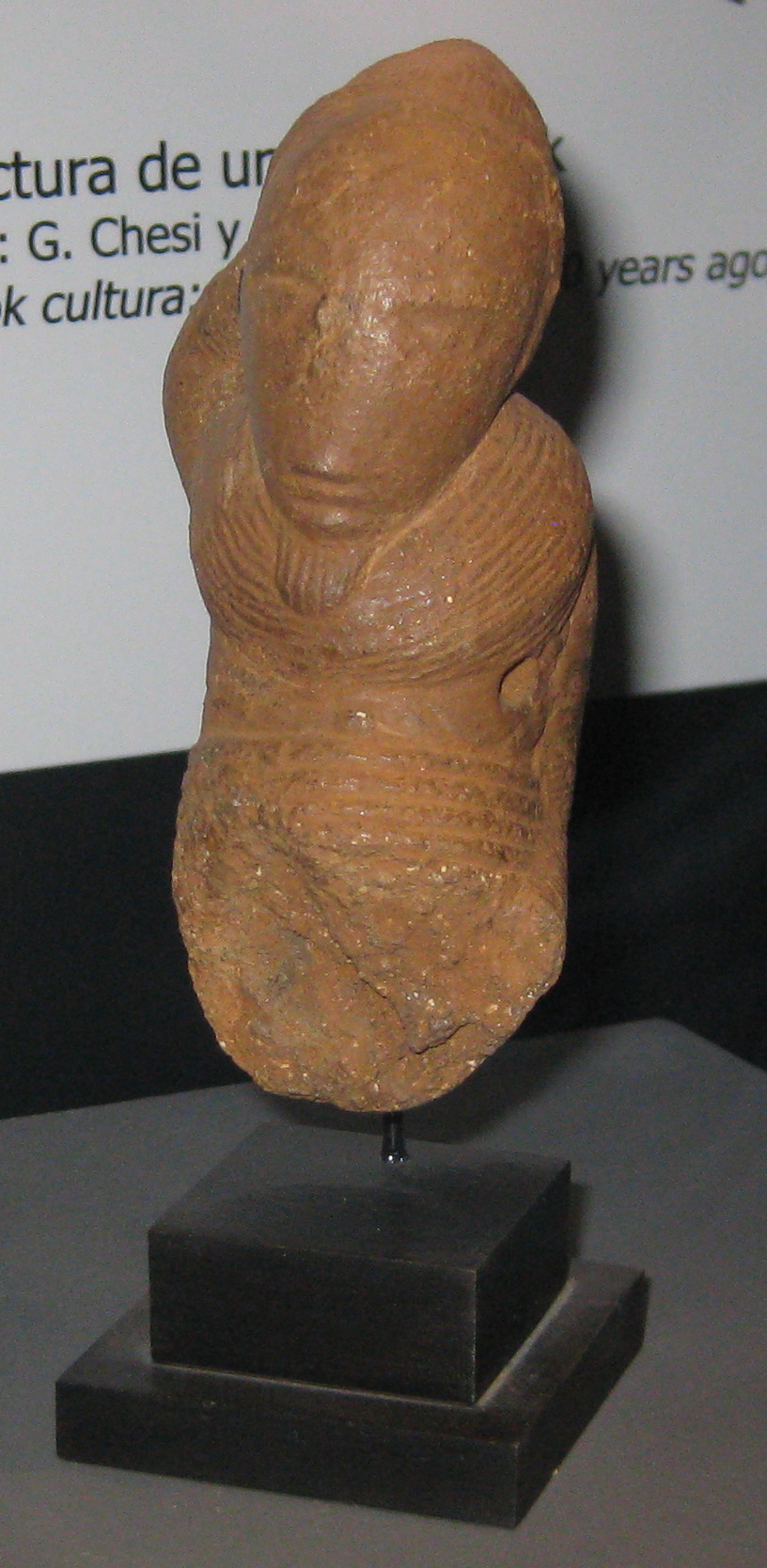
Figurină de teracotă
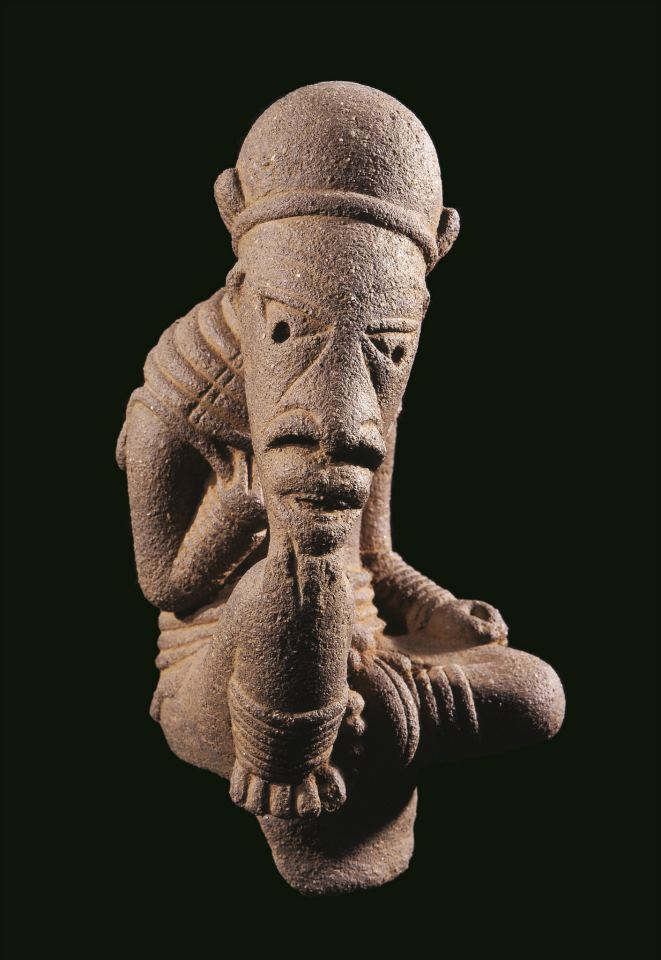
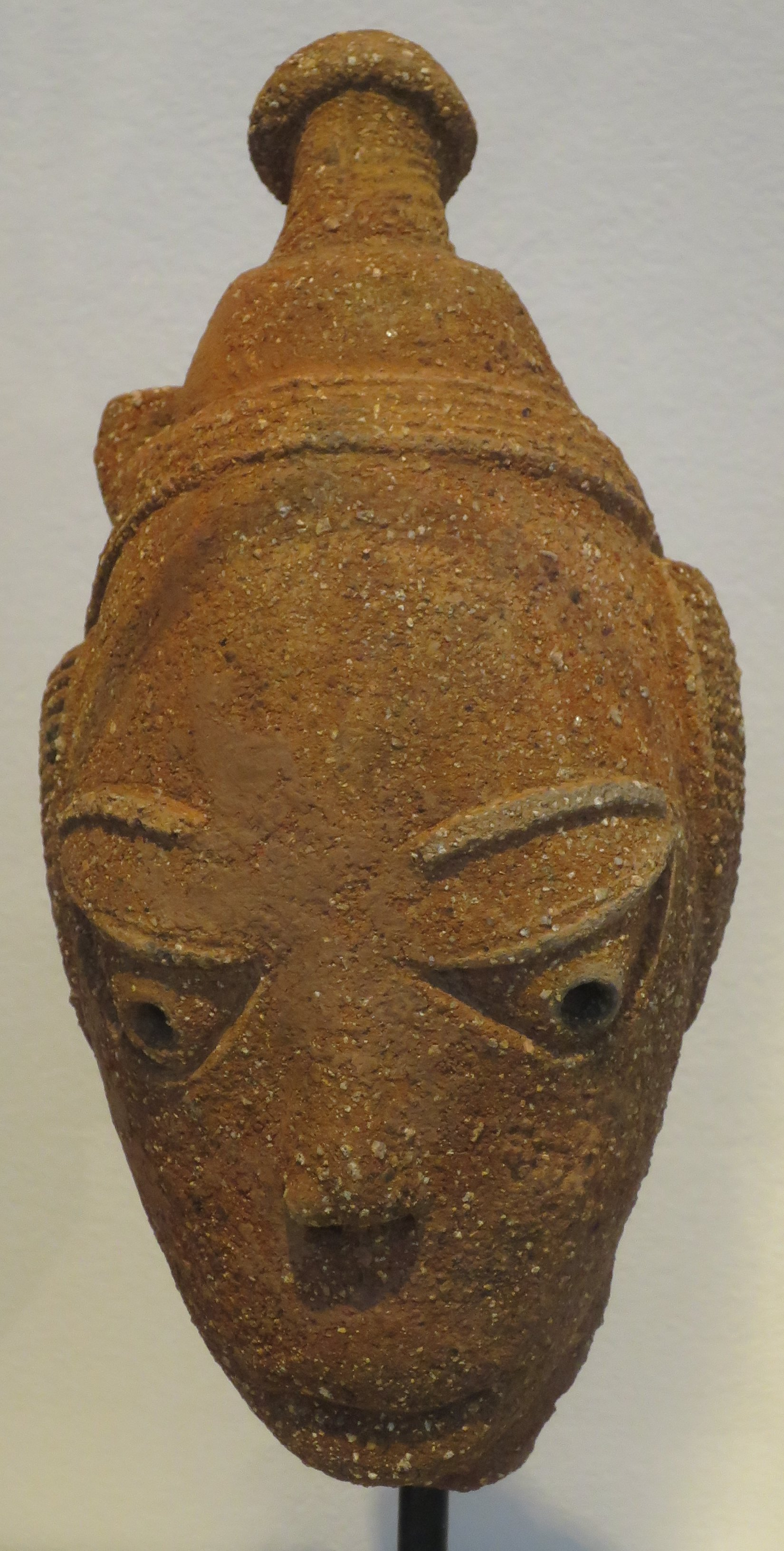
Cap de teracotă, ce se află în Muzeul de Artă din Honolulu, Hawaii, Statele Unite ale Americii
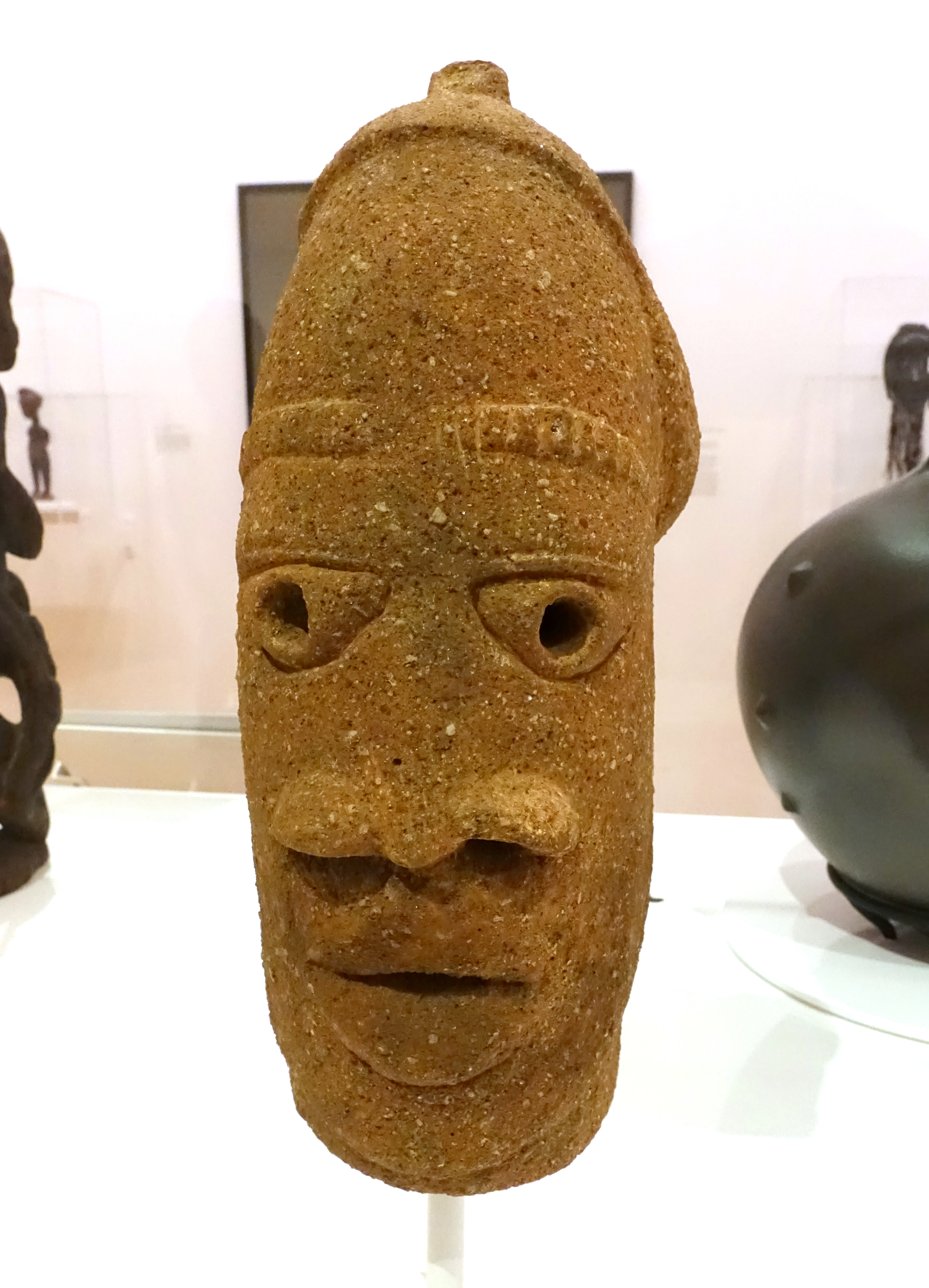
Cap de teracotă din circa 500 î.e.n. – 300 e.n., ce se află în Muzeul de Artă Krannert din Illinois, Statele Unite ale Americii
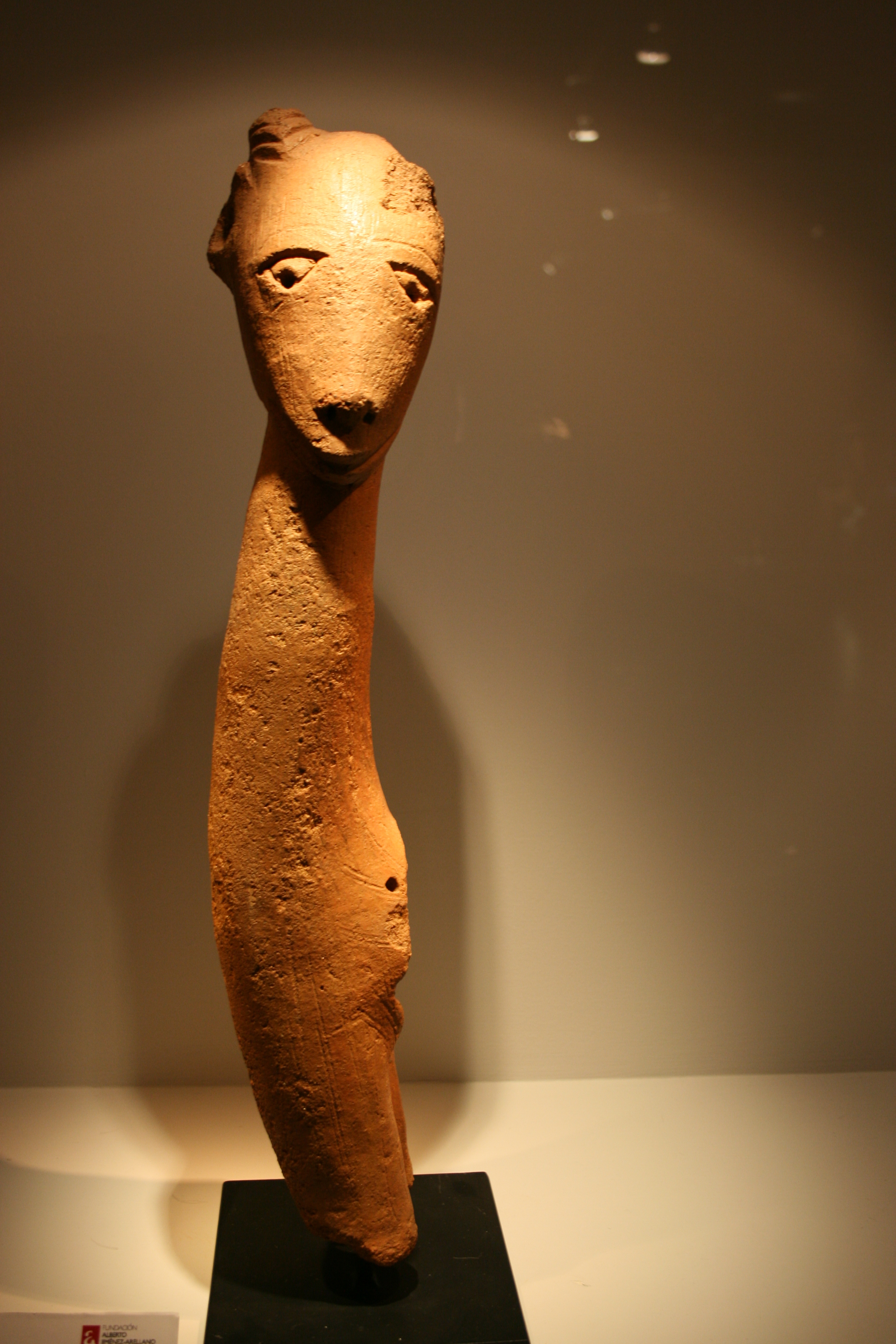
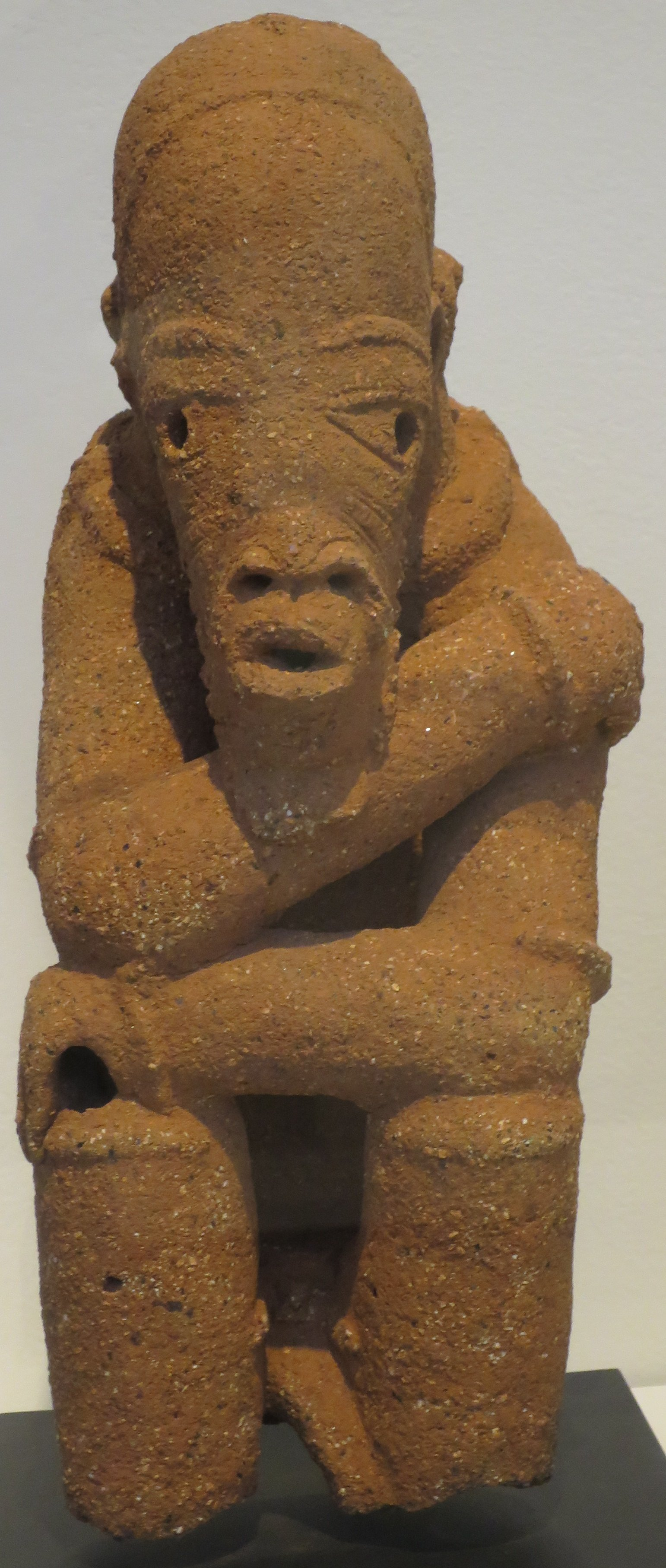
Figurină de teracotă, ce se află în Muzeul de Artă din Honolulu, Hawaii, Statele Unite ale Americii
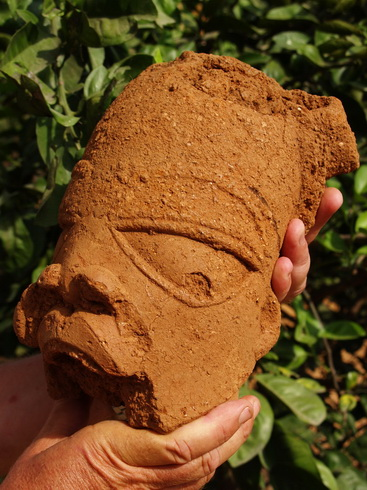
Cap de figurină Nok
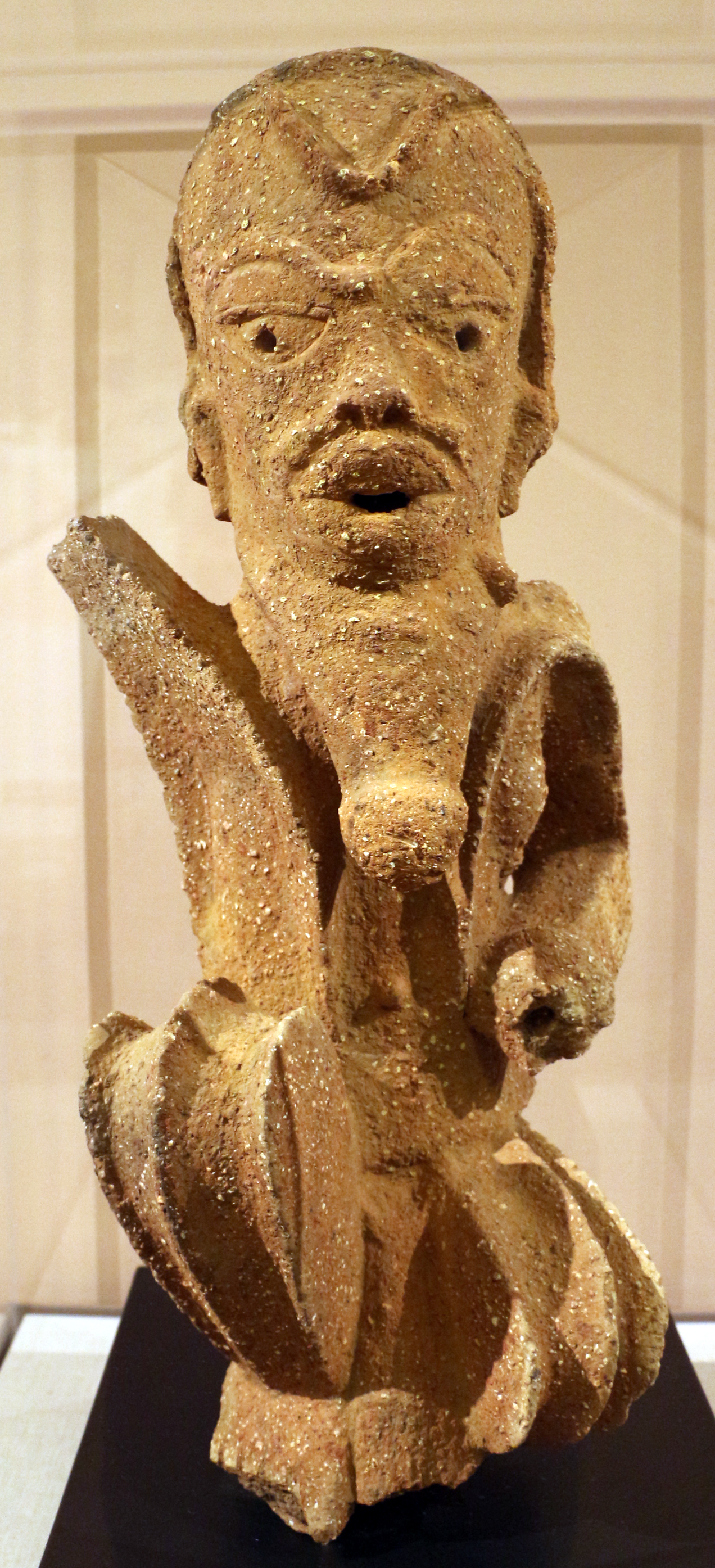
Figurină Nok din Institutul de Arte din Detroit, Statele Unite ale Americii
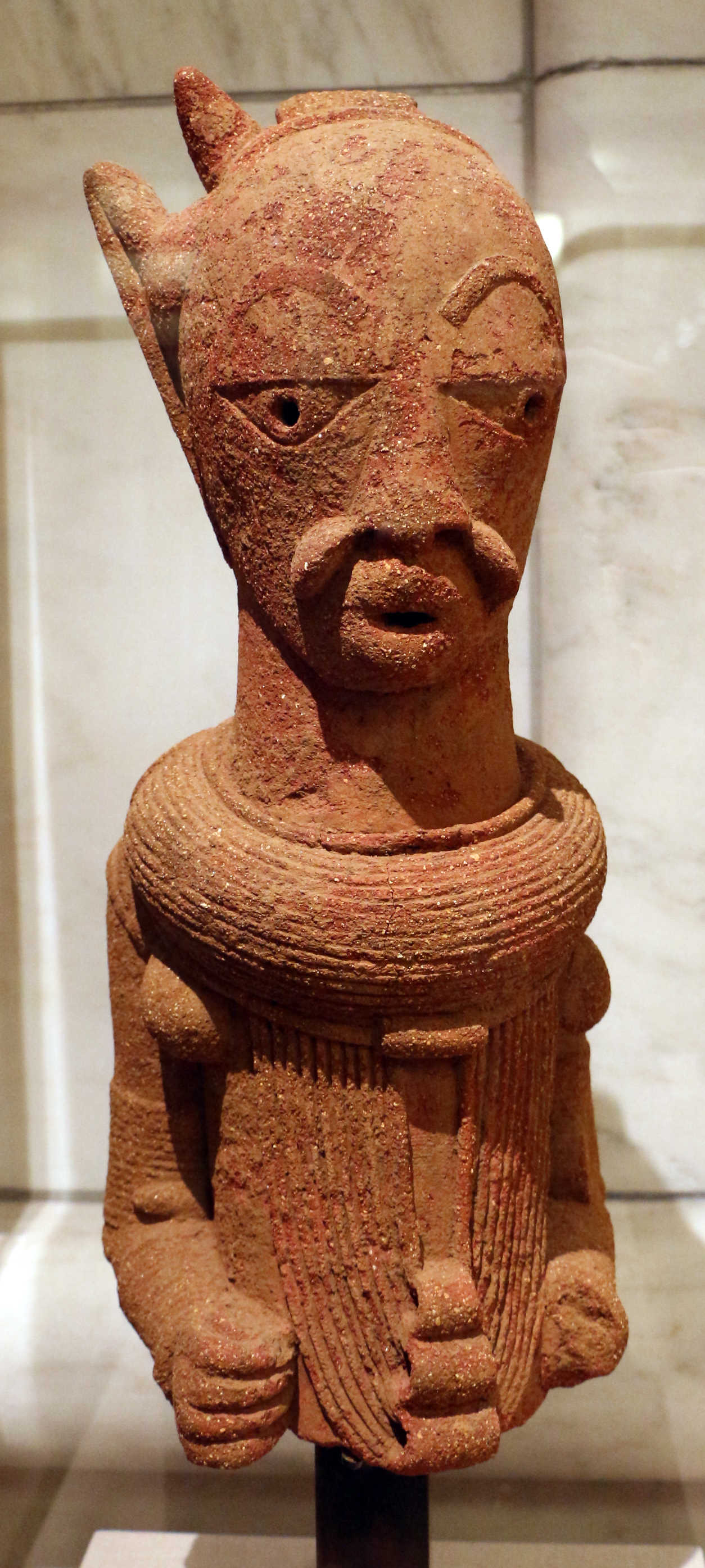
Figurină Nok din Institutul de Arte din Ditroit, Statele Unite ale Americii
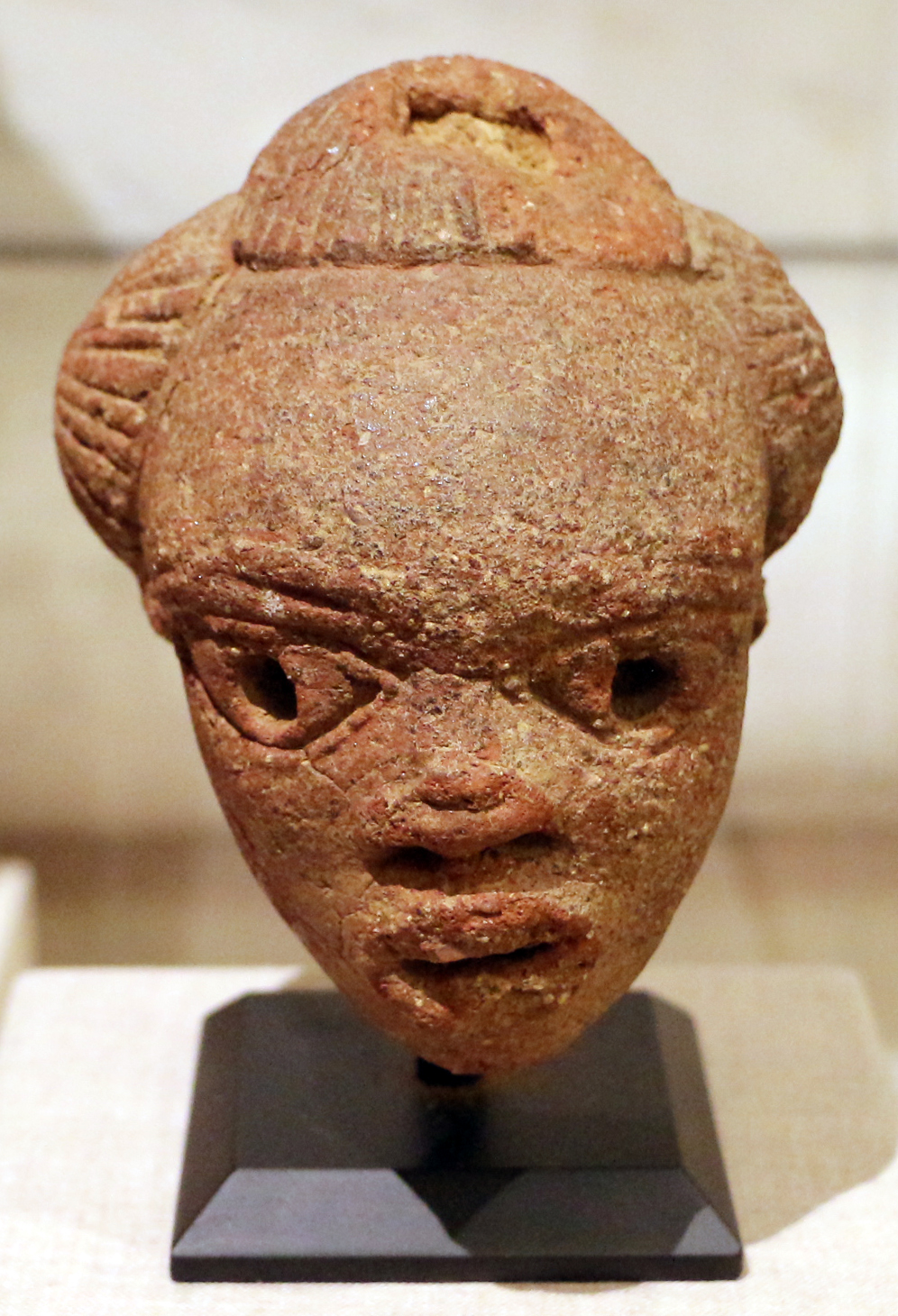
Figurină Nok din Institutul de Arte din Ditroit, Statele Unite ale Americii
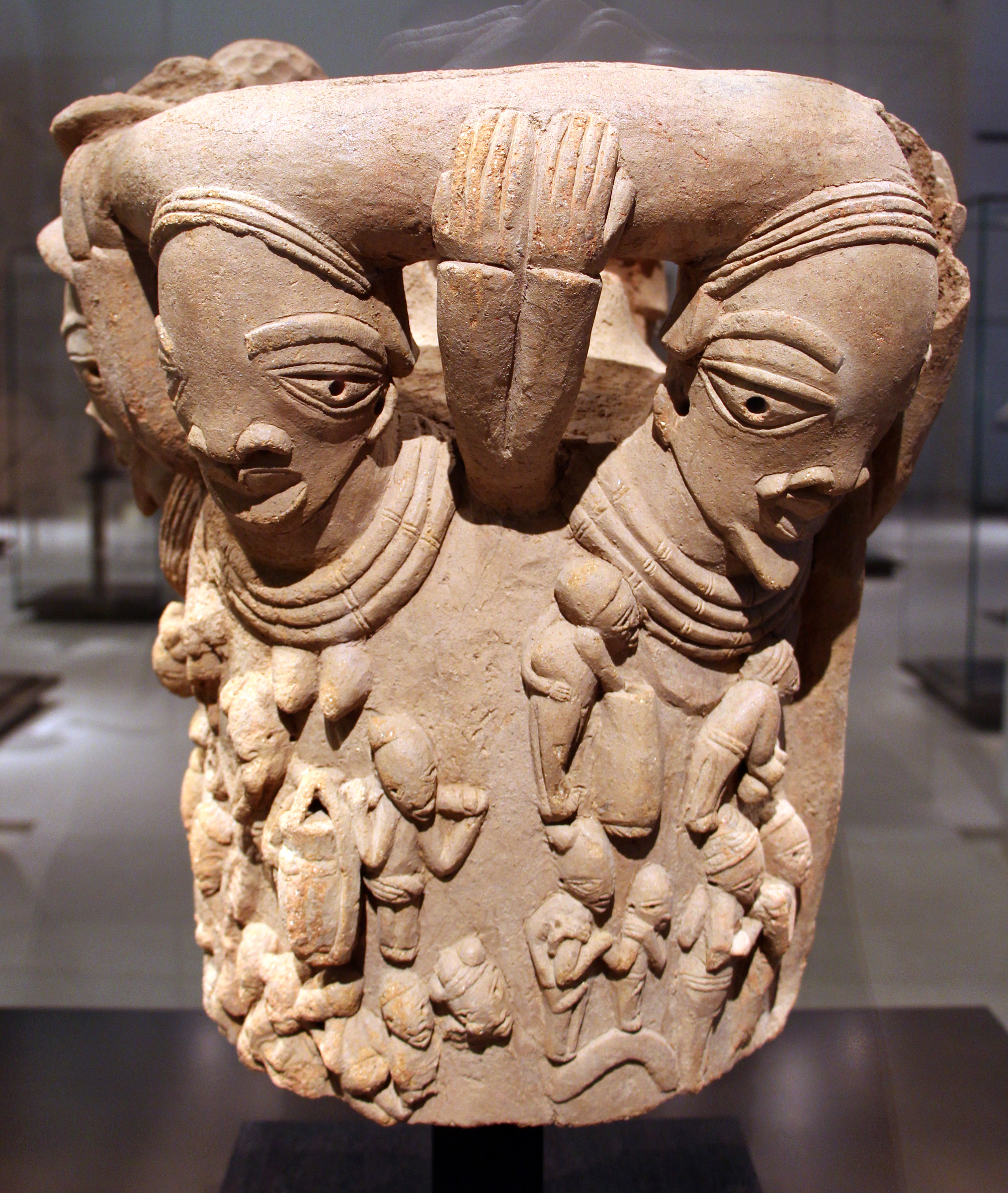
Figurină Nok din Departamentul Artelor Africane din Luvru – Camera 2
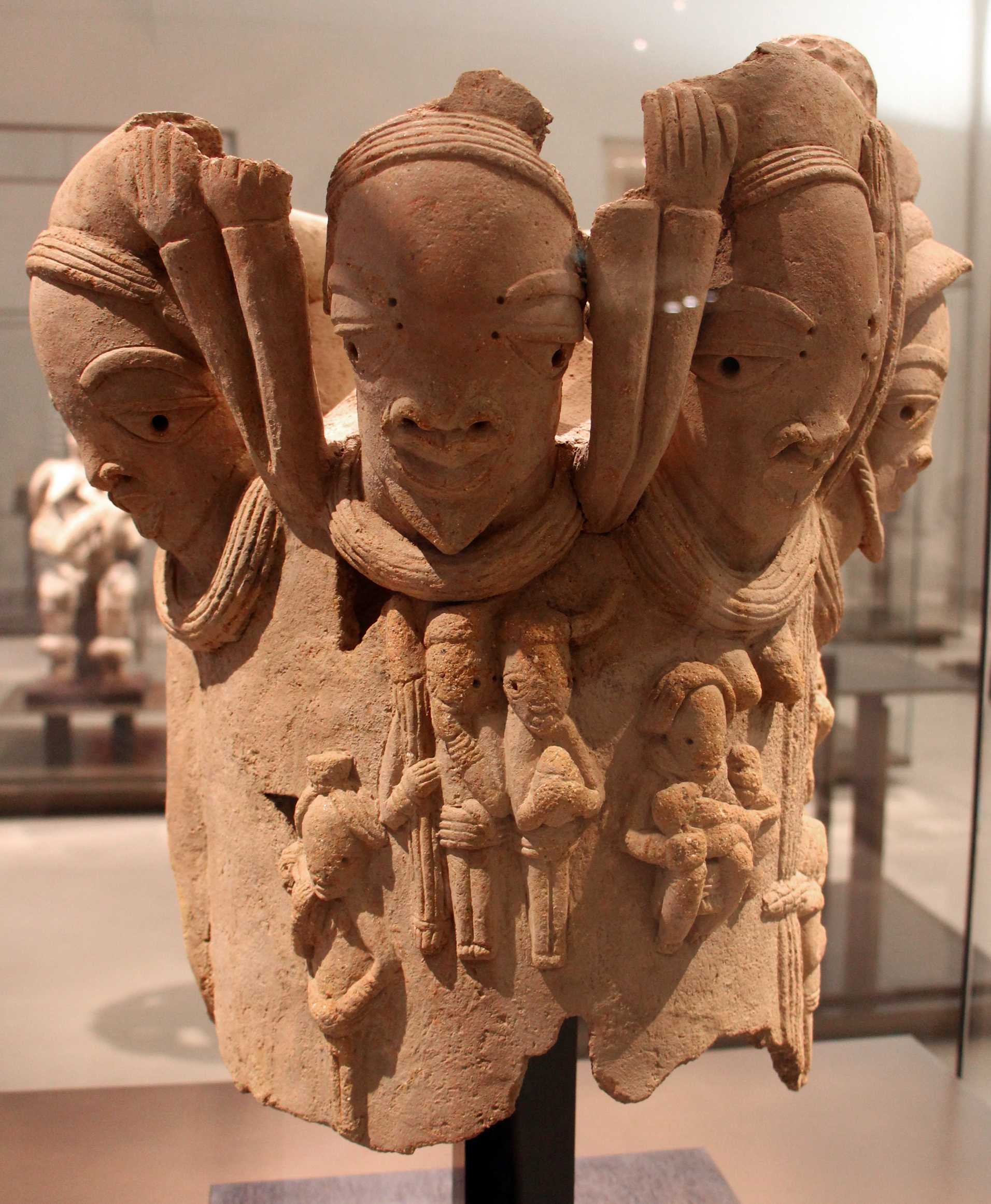
Figurină Nok din Departamentul Artelor Africane din Luvru – Camera 2
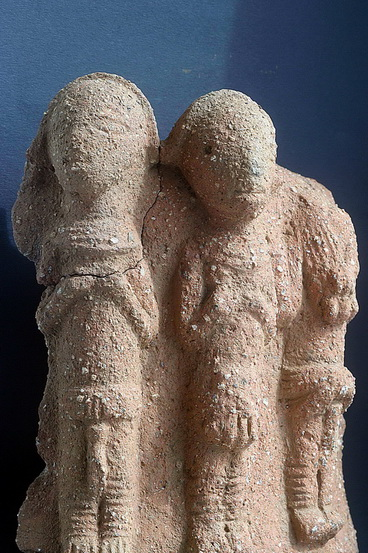
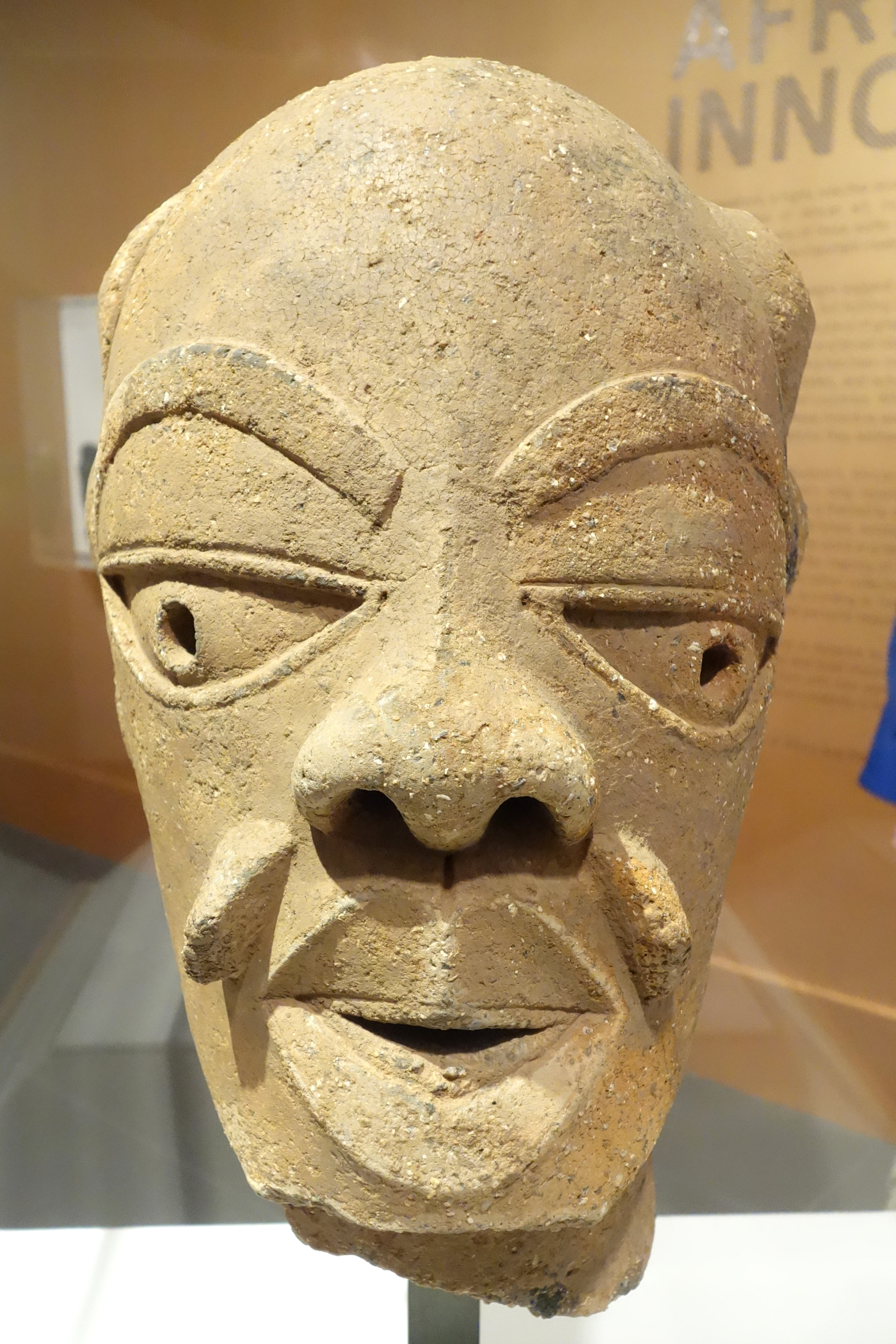
Cap de teracotă de bărbat din statul nigerian Nassarawa care datează din aproximativ 550-50 î.e.n.. El este expus în Brooklyn Museum din New York, Statele Unite ale Americii

## Lista muzeelor ce conțin artefacte ale culturii nok
- Muzeul Național al Nigeriei din Lagos, locul în care se află și celebrul cap Jema’a
- Brookyn Museum
- Luvru, mai precis Departamentul Artelor Africane din Luvru, Camera 2
- Kimbell Art Museum
- Muzeul de Artă din Honolulu
- Muzeul de Artă Krannert
- Brooklyn Museum